# Frontenac (Gironda)
Frontenac es una población y comuna francesa, situada en la región de Aquitania, departamento de Gironda, en el distrito de Langon y cantón de Targon. 
Dentro del territorio de la comuna, se encuentra el Jardín medieval de la Commanderie de Sallebruneau ubicado en un castillo e iglesia del siglo XIII, con un jardín botánico de plantas aromáticas y medicinales empleadas en tiempos medievales.

## Demografía
| 686 | 729 | 669 | 640 | 687 | 650 |
| Para los censos de 1962 a 1999 la población legal corresponde a la población sin duplicidades (Fuente: INSEE [Consultar]) |     |     |     |     |     |